# Piccole sorelle discepole dell'Agnello

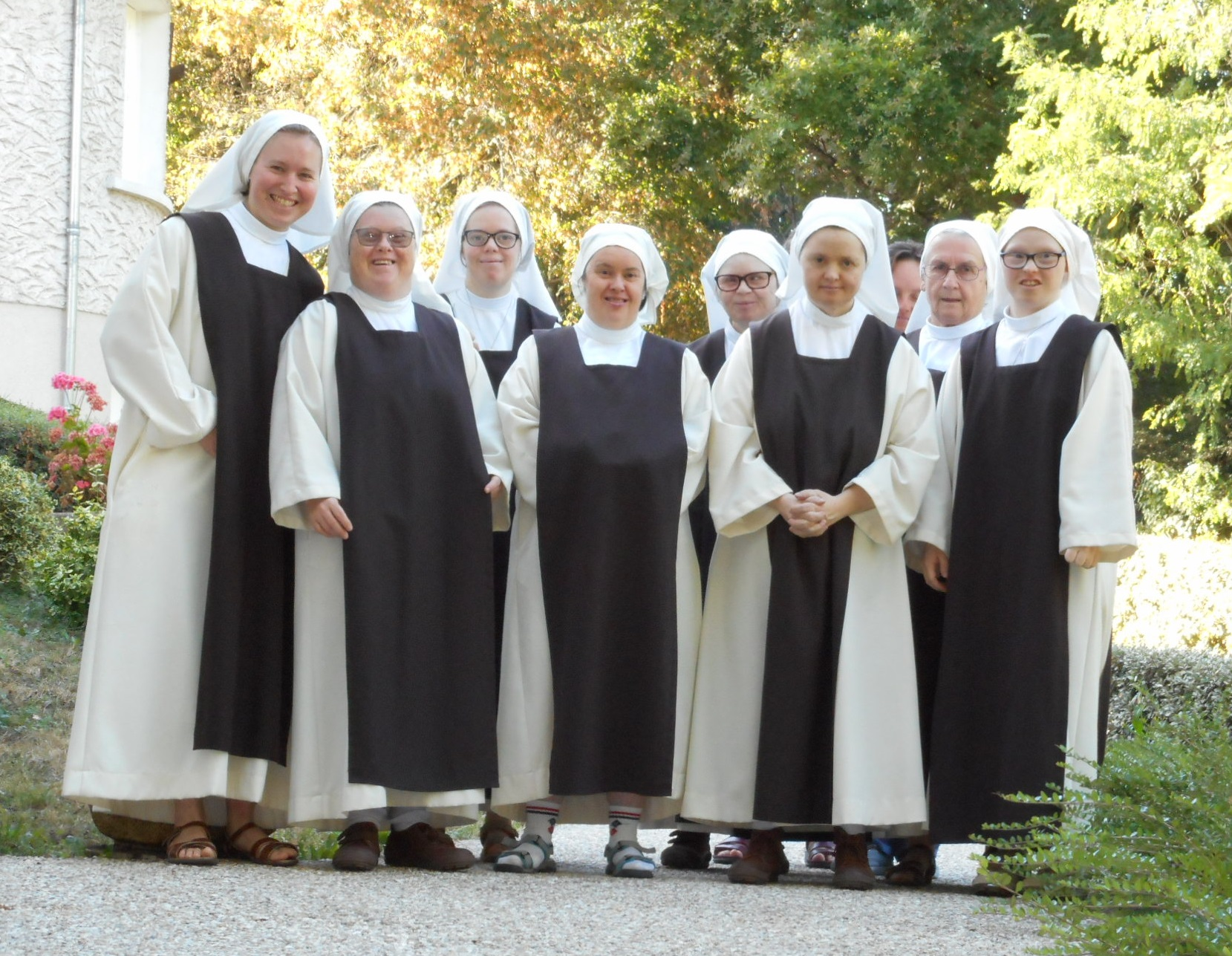
Le monache della comunità.

Le piccole sorelle discepole dell'Agnello sono una comunità religiosa la cui particolarità è accogliere anche monache con sindrome di Down. Fondata nel 1985 da suor Line è situata a Le Blanc, nell'Indre, in Francia. I suoi statuti sono stati definitivamente approvati nel 2011.

## Storia
La comunità è stata fondata nel 1985 da suor Line che era stata toccata dalla fede e dalla vocazione di Véronique, una giovane donna down, che desiderava diventare religiosa. Tutte le comunità a cui aveva presentato richiesta erano state riluttanti nell'accoglierla. Lo scopo della nuova comunità è stata poi permettere alle ragazze con disabilità di realizzare la loro vocazione religiosa con l'aiuto di altre sorelle normodotate. L'iniziativa ha ricevuto il sostegno di Jérôme Lejeune, co-autore della scoperta dell'anomalia cromosomica responsabile della sindrome di Down.
Nel 1990 la comunità è stata riconosciuta come associazione pubblica di fedeli laici da monsignor Jean Marcel Honoré, arcivescovo metropolita di Tours. Nove anni più tardi, con l'accordo della Santa Sede, è stato eretto in istituto religioso di vita contemplativa da monsignor Pierre Plateau, arcivescovo metropolita di Bourges. Nel 2011 le sue costituzioni sono state definitivamente approvate da monsignor Armand Maillard..
La comunità è situata a Le Blanc, nell'Indre, nei pressi dell'abbazia di Fontgombault. Nel 2012 contava sette religiose, di cui cinque trisomiche, di età compresa tra 33 a 47 anni.

## Carisma
Le piccole sorelle discepole dell'agnello sono il primo istituto religioso a beneficiare di una regola di vita adattata alla sindrome di Down. Di vocazione contemplativa, l'istituto non è collegato a qualsiasi altro ordine religioso ma si ispira alla "piccola via" di Santa Teresa di Lisieux e riceve l'assistenza spirituale dei monaci di Fontgombault.
Le suore, con o senza sindrome di Down, hanno lo stesso ritmo di vita e condividono i compiti in base alle capacità di ciascuno. Lavorano nella tessitura, nella filatura, nella realizzazione di arazzi, nell'intaglio del legno e partecipano quotidianamente alla santa messa fuori dal convento. Suor Rose-Claire Lyon, deceduta nel 2013, era con suor Line, l'unica religiosa normodotata nella comunità..
Il 9 ottobre 2017 le suore sono state ricevute da papa Francesco nella Città del Vaticano in occasione della Convenzione internazionale sulla disabilità.
Raccontano le suore con sindrome di Down: “Sono felice per la mia fedeltà a Gesù, da 40 anni”. “Mi piace servire in cucina”. “La cosa più bella è essere insieme”. “Amo pregare per i malati, recitare il rosario, confidare a Gesù le intenzioni che ci affidano”. “La compieta è la mia preghiera preferita. Mi piace cantare il Cantico di Simeone”.

## Personalità
- Rose-Claire Lyon (1986-2013), suora morta in odore della santità.